# 해군함정본부
해군함정본부(海軍艦政本部 가이군칸세이혼부[*], 영어: Navy Technical Department)는 일본 제국 해군의 외국이다. 기관장인 본부장은 해군중장을 임명하였다.

## 역사
1880년 11월 11일에 해군성 주함국으로 설립되어 함선 병기개발에 대해 관할하는 업무를 시작하였다.
1884년 12월 16일, 기관, 연료, 기계공학을 관할하는 외국기관인 기관본부가 설립되었다.
1886년 1월 29일, 해군성은 주함국과 기관본부를 함정국으로 통합하였고, 함정국의 고문기관인 조함회의와 병기회의가 설립되었다.
1889년 3월 8일, 해군성의 내부부국 개편에 따라 군무국은 제1국, 함정국은 제2국, 경리국은 제3국으로 개명되었다.  조함회의와 병기회의는 기술회의로 통합되었다.
1893년, 시모세 마사치카의 발명품인 시모세 화약가 해군에 채용되었다. 5월 20일에 제2국이 폐지되고, 부서가 제1국/국무국으로 전속되었다.
1898년 3월 30일, 조함조병감독관령이 재정 및 군령위원 오다 기요조 중좌가 발명한 오다식 자동혈유기(小田式自働繋維器)가 채용되었다.
1900년, 군령부 차장인 이쥬인 고로 소장의 연구팀이 개발한 이쥬인 신관이 채용되고, 5월 20일에 해군함정본부가 설립되었다.
1901년, 함정본부 제4부장인 미야하라 지로 기관총감이 개발한 미야하라식 수관부(宮原式水管缶)가 채용되었다.
1903년 11월 10일, 해군 진수구 직할 조병창과 병기창을 재편성하여 함정본부 관할 해군공창으로 통합하였다.
1915년 10월 1일, 해군성 내부부국 함정부으로 행정부문이 이관되고, 연구 생산부문은 해군기술본부로 통합하였다.
1916년 4월 1일, 함정국으로 개편되었다.
1919년 8월 4일, 해군화약창이 설립되었다.
1920년 8월 1일, 해군성은 88함대 계획에 드는 예산을 공표하였다. 10월 1일에 함정국과 기술본부가 다시 해군함정본부로 재통합되고, 새로운 부서인 잠수함부가 제7부로서 설립되었다.
1922년 2월 6일, 워싱턴 군축 조약에 조인하여 강국 간의 함선건조경쟁을 끝내고, 해군성은 군함을 해군공창에서만 건조하는게 아닌 민간조선소로의 발주를 병행하는 방침으로 돌아갔다.
1923년 4월 1일에 해군성은 조병창과 함형시험소를 해군기술연구소로 병합하였다. 해군함정본부의 부서가 개편되어, 항공부, 제6부와 제7부의 폐지 및 전기부의 제1부로의 병합, 잠수함부의 제3부로 개명되었다. 이 해를 시작하여 연구기관으로서 해군기술연구나 국내 조선조병기업에 대한 지도 및 감독을 위해 조함조병감독장과 조함조병감찰관을 파견하였다.
1927년 4월 5일, 항공부가 해군성 외국으로 독립되어 해군항공본부로 재편성되었다. 이에 따라 모든 항공병기와 항공작전에 관한 연구 업무가 이전되었고, 부서개편을 하여 수뢰부와 항해병기부가 제1부로 병합되었다. 부서의 갯수가 줄어듬에 따라 잠수함부는 제2부, 조함부는 3부, 조기부는 제4부로 개명되었다.
1928년 3월 1일, 제1부에서 전기부가 분리되면서, 잠수부함가 제2부에서 제5부로 개명되었다.
1930년 4월 22일, 런던 해군 군축 회담에 따라 좀더 작아진 함선에 무장을 잔뜩 싣는 조함 방침이 세워졌다.
1931년, 제1차 해군보충계획에 따라 모가미급 중순양함, 하쓰하루급 구축함 등의 함선 건조를 개시하였다.
1933년 4월 1일, 제1부에서 수뢰부와 항해부가 분리되었다. 전기부는 제3부, 조함부는 제4부, 조기부는 제5부, 잠수함부는 제6부로 개명되었다.
1934년 제2차, 제2차 해군보충계획에 따라 항공모함 소류와 히류, 도네급 중순양함 등의 함선 건조를 개시하였다. 도모즈루 사건에 따라 본부장인 스기 마사토는 책임을 지기 위해 사임하였다.
1935년 9월 26일, 제4함대 사건에 따라 함선설계를 재조정하였다.
1937년, 제3차 해군보충계획을 개정하여, 야마토급 전함, 무사시급 전함, 쇼카쿠급 항공모함 등의 함선 건조를 시작하였다.
1938년 11월 15일, 부서를 개편하여 기뢰, 음향병기부를 설립하고 잠수함부를 제7부로 개명하였다.
1939년, 해군함정본부는 제4차 해군보충계획을 개정하여, 항공모함 시나노, 아가노급 경순양함, 아키쓰키급 구축함, 시마카제와 보조함선의 건조계획이 세워졌다.
1942년, 태평양 전쟁이 일어남에 따라 제5차 해군보충계획을 개정하였다.
1943년 5월 1일, 잠수함부가 해군성 내부부국으로 전속하였다.
1945년 11월 1일에 해군성과 해군함정본부, 다른 외, 내국이 모두 폐지되었다.

## 구조

### 부서
1900년
1. 제1부 조병
2. 제2부 연료
3. 제3부 조함
4. 제4부 조기
5. 제5부
6. 제6부 항공; 1923년, 해군항공본부로 분리됨.

1943년 4월 30일
1. 제1부 화포부
2. 제2부 수뢰부; 1933년 4월 1일, 재설립
3. 제3부 전기부
4. 제4부 조함부
5. 제5부 조기부 (기관)
6. 제6부 항해부; 1933년 4월 1일, 재설립
7. 제7부 잠수함부; 1943년, 해군성 직속 부서로 전속함.

잠수함부는 서수가 7,3,2,5,6,7로 시시때때로 계속 바뀌었다.

### 외국
- 해군공창
- 해군기술연구소

## 개발한 장비
- 9년식 기뢰

### 포
- 45구경 3년식 12 cm 포
- 45구경 3년식 41 cm 포
- 50구경 3년식 14 cm 포
- 50구경 3년식 12.7 cm 포
- 50구경 3년식 20 cm 포 (I/II)
- 60구경 3년식 15.5 cm 포
- 45구경 5년식 48 cm 포
- 45구경 3년식 12 cm 포

### 어뢰
- 6식 어뢰 - 1917년
- 8식 어뢰 - 1919년

## 계보
- 1924년 11월 11일, 主船局 →주함국
- 1930년 1월 29일, 艦政局 →함정국
- 1900년 5월 20일, 海軍艦政本部 →해군함정본부
- 191?년 ?월 ?일, 艦政部 →함정부
- 1916년 4월 1일, 艦政局 →함정국
- 1920년 10월 1일, 海軍艦政本部 →해군함정본부

## 역대 기관장
| 계급 성명        | 취임일          | 이임일         | 추가 설명 |
| ---------------- | --------------- | -------------- | --------- |
| 소장 이토 슌키치 | 1886년 1월 29일 | 1889년 3월 8일 |           |

| 계급 성명              | 취임일           | 이임일          | 추가 설명 |
| ---------------------- | ---------------- | --------------- | --------- |
| 대좌 시바야마 야하치   | 1889년 3월 8일   | 5월 16일        | 대리      |
| 소장 이토 슌키치       | 1889년 5월 17일  | 1890년 5월 21일 |           |
| 소장 아이우라 노리미치 | 1890년 5월 23일  |                 |           |
| 소장 후쿠시마 다카노리 | 1893년 12월 12일 | 1894년 5월 20일 |           |

| 계급 성명              | 취임일           | 이임일          | 추가 설명                       |
| ---------------------- | ---------------- | --------------- | ------------------------------- |
| 소장 쓰노다 히데마쓰   | 1900년 5월 20일  |                 |                                 |
| 중장 아리마 신이치     | 1901년 7월 3일   |                 | 소장 취임                       |
| 중장 사이토 마코토     | 1905년 1월 7일   |                 | 소장취임, 해군성 차관           |
| 중장 이슈인 고로       | 1906년 1월 9일   |                 | 군령부 차관                     |
| 중장 가타오카 시치로   | 1906년 11월 22일 | 1908년 8월 28일 |                                 |
| 증장 마쓰모토 카즈     | 1908년 8월 28일  | 1912년 12월 1일 | 소장 취임                       |
| 중장 이지치 스에타카   | 1913년 12월 1일  | 1914년 5월 29일 |                                 |
| 중장 무라카와 가쿠이치 | 1914년 5월 29일  | 1915년 10월 1일 | 함정부와 해군기술본부로 분할됨. |

| 계급 성명          | 취임일          | 이임일         | 추가 설명 |
| ------------------ | --------------- | -------------- | --------- |
| 중장 나카노 나오에 | 1915년 10월 1일 | 1916년 4월 1일 |           |

| 계급 성명            | 취임일          | 이임일          | 추가 설명 |
| -------------------- | --------------- | --------------- | --------- |
| 소장 나카노 나오에   | 1910년 4월 1일  |                 |           |
| 중장 오카다 게이스케 | 1912년 10월 8일 | 1914년 10월 1일 |           |

| 계급 성명              | 취임일           | 이임일          | 추가 설명                   |
| ---------------------- | ---------------- | --------------- | --------------------------- |
| 중장 무라카와 가쿠이치 | 1915년 10월 1일  | 12월 13일       |                             |
| 중장 도치나이 소지로   | 1915년 12월 13일 |                 |                             |
| (공석)                 | 1917년 9월 1일   |                 |                             |
| 중장 이토 오토지로     | 1917년 12월 12일 | 1920년 10월 1일 | 함정국과 기술본부를 재통합. |

| 계급 성명              | 취임일           | 이임일          | 추가 설명                     |
| ---------------------- | ---------------- | --------------- | ----------------------------- |
| 중장 오카다 게이스케   | 1920년 10월 1일  |                 |                               |
| 중장 아보 기요카즈     | 1923년 5월 25일  |                 |                               |
| 중장 요시카와 야스히라 | 1924년 6월 11일  |                 |                               |
| 중장 야마나시 카쓰노신 | 1926년 12월 10일 |                 |                               |
| 중장 야마나시 카쓰노신 | 1928년 12월 10일 |                 | ? 겸임                        |
| 중장 고바야시 세이조   | 1929년 2월 1일   |                 |                               |
| 중장 후지다 히사노리   | 1930년 6월 10일  |                 |                               |
| 중장 스기 마사토       | 1932년 6월 1일   |                 |                               |
| 대장 나카무라 료조     | 1934년 5월 10일  |                 | 군사참의관 겸임               |
| 중장 햐쿠타케 겐고     | 1936년 3월 16일  |                 |                               |
| 중장 우에다 무네시게   | 1936년 12월 1일  |                 |                               |
| 중장 시오자와 고이치   | 1939년 1월 27일  |                 |                               |
| 중장 도요다 데이지로   | 1939년 8월 30일  |                 | 항공본부장 겸임               |
| 중장 도요다 소에무     | 1939년 10월 21일 |                 |                               |
| 중장 이와무라 세이이치 | 1941년 9월 18일  |                 |                               |
| 중장 스기야마 로쿠조   | 1944년 4월 15일  |                 | 함정본부장 및 전파본부장 겸임 |
| 중장 이노우에 시게요시 | 1944년 11월 4일  |                 | 해군 차관 겸임                |
| 중장 시부야 류타로     | 1944년 11월 18일 | 1945년 11월 1일 | 해군함정본부 해체             |

## 참고
1. ↑  “大正3년 11월 7일、発：海軍艦政本部長、宛：海軍大臣 、「駆逐艦浦風艤装員任命の件」” (일본어). アジア歴史資料センター. 2020년 7월 26일에 확인함.